# Championnats d'Europe de patinage artistique 2004
Navigation
Édition précédente Édition suivante
Les championnats d'Europe de patinage artistique 2004 ont lieu du 2 au 8 février 2004 à la Sportaréna de Budapest en Hongrie.
Ce sont les derniers championnats d'Europe qui utilisent le système de notation 6.0. Dès la saison suivante, le nouveau système de jugement est mis en place, à la suite du scandale des jeux olympiques d'hiver de 2002.

## Qualifications
Les patineurs sont éligibles à l'épreuve s'ils représentent une nation européenne membre de l'Union internationale de patinage (International Skating Union en anglais) et s'ils ont atteint l'âge de 15 ans avant le 1er juillet 2003 dans leur pays de naissance. La compétition correspondante pour les patineurs non européens est le championnat des Quatre Continents 2004. Les fédérations nationales sélectionnent leurs patineurs en fonction de leurs propres critères.
Sur la base des résultats des championnats d'Europe 2003, l'Union internationale de patinage autorise chaque pays à avoir de une à trois inscriptions par discipline.
| Entrées                                                           | Messieurs                                  | Dames                   | Couples                                   | Danse sur glace                                                     |
| ----------------------------------------------------------------- | ------------------------------------------ | ----------------------- | ----------------------------------------- | ------------------------------------------------------------------- |
| 3                                                                 | France Russie                              | Russie Ukraine          | Russie                                    | Russie                                                              |
| 2                                                                 | Allemagne Belgique Géorgie Roumanie Suisse | Finlande Hongrie Italie | Allemagne France Pologne Tchéquie Ukraine | Allemagne Azerbaïdjan Bulgarie France Israël Italie Pologne Ukraine |
| Si non répertorié ci-dessus, une seule inscription est autorisée. |                                            |                         |                                           |                                                                     |

Pour la neuvième et dernière année (après les championnats européens de 1994, 1996, 1997, 1999, 2000, 2001, 2002 et 2003), l'Union internationale de patinage impose une ronde des qualifications pour la catégorie individuelle masculine (exceptionnellement, la catégorie individuelle féminine n'a pas de qualifications). Les qualifications sont divisées en deux groupes A et B. Pour ces championnats européens 2003, le top 15 de chaque groupe accède au programme court, puis le top 24 accède au programme libre. Les scores des qualifications comptent pour le score final.
En danse sur glace, la danse imposée est la valse autrichienne.

## Podiums
| Épreuves                            | Or                                  | Argent                           | Bronze                            |
| ----------------------------------- | ----------------------------------- | -------------------------------- | --------------------------------- |
| Messieurs résultats détaillés       | Brian Joubert                       | Evgeni Plushenko                 | Ilia Klimkin                      |
| Dames résultats détaillés           | Júlia Sebestyén                     | Elena Liashenko                  | Ielena Sokolova                   |
| Couples résultats détaillés         | Tatiana Totmianina / Maksim Marinin | Maria Petrova / Aleksey Tikhonov | Dorota Zagórska / Mariusz Siudek  |
| Danse sur glace résultats détaillés | Tatiana Navka / Roman Kostomarov    | Albena Denkova / Maxim Staviski  | Olena Hrushyna / Ruslan Honcharov |

## Tableau des médailles
| Rang  | Nation   | Or | Argent | Bronze | Total |
| ----- | -------- | -- | ------ | ------ | ----- |
| 1     | Russie   | 2  | 2      | 2      | 6     |
| 2     | France   | 1  | 0      | 0      | 1     |
| 2     | Hongrie  | 1  | 0      | 0      | 1     |
| 4     | Ukraine  | 0  | 1      | 1      | 2     |
| 5     | Bulgarie | 0  | 1      | 0      | 1     |
| 6     | Pologne  | 0  | 0      | 1      | 1     |
| Total | Total    | 4  | 4      | 4      | 12    |

## Détails des compétitions
Pour la saison 2002/2003, les calculs des points se font selon la méthode suivante :
- chez les Messieurs (0.4 point par place pour les qualifications, 0.6 point par place pour le programme court, 1 point par place pour le programme libre).
- chez les Dames et les Couples artistiques (0.5 point par place pour le programme court, 1 point par place pour le programme libre)
- en danse sur glace (0.4 point par place pour la danse imposée, 0.6 point par place pour la danse originale, 1 point par place pour la danse libre)

### Messieurs
| Rang                                        | Nom                  | Nation               | Points | Qualif. B | Qualif. A | Prog. court | Prog. libre |
| ------------------------------------------- | -------------------- | -------------------- | ------ | --------- | --------- | ----------- | ----------- |
| 1                                           | Brian Joubert        | France               | 2.6    | 1         |           | 2           | 1           |
| 2                                           | Evgeni Plushenko     | Russie               | 3.0    |           | 1         | 1           | 2           |
| 3                                           | Ilia Klimkin         | Russie               | 5.6    |           | 2         | 3           | 3           |
| 4                                           | Frédéric Dambier     | France               | 7.2    | 2         |           | 4           | 4           |
| 5                                           | Stefan Lindemann     | Allemagne            | 12.0   |           | 3         | 8           | 6           |
| 6                                           | Stéphane Lambiel     | Suisse               | 13.8   | 4         |           | 12          | 5           |
| 7                                           | Andrejs Vlascenko    | Allemagne            | 14.6   |           | 5         | 6           | 9           |
| 8                                           | Andrei Griazev       | Russie               | 17.2   | 3         |           | 15          | 7           |
| 9                                           | Gheorghe Chiper      | Roumanie             | 19.8   |           | 4         | 17          | 8           |
| 10                                          | Tomáš Verner         | Tchéquie             | 20.0   | 10        |           | 10          | 10          |
| 11                                          | Kevin Van Der Perren | Belgique             | 21.2   | 6         |           | 13          | 11          |
| 12                                          | Sergei Davydov       | Biélorussie          | 21.4   | 8         |           | 7           | 14          |
| 13                                          | Kristoffer Berntsson | Suède                | 22.4   |           | 6         | 5           | 17          |
| 14                                          | Gregor Urbas         | Slovénie             | 23.0   | 11        |           | 11          | 12          |
| 15                                          | Vitali Danilchenko   | Ukraine              | 26.6   | 5         |           | 16          | 15          |
| 16                                          | Karel Zelenka        | Italie               | 28.0   |           | 9         | 19          | 13          |
| 17                                          | Vakhtang Murvanidze  | Géorgie              | 28.6   |           | 8         | 9           | 20          |
| 18                                          | Ivan Dinev           | Bulgarie             | 30.4   | 9         |           | 18          | 16          |
| 19                                          | Damien Djordjevic    | France               | 31.2   | 12        |           | 14          | 18          |
| 20                                          | Patrick Meier        | Suisse               | 33.2   | 7         |           | 19          | 19          |
| 21                                          | Trifun Živanović     | Serbie-et-Monténégro | 36.4   |           | 7         | 21          | 21          |
| 22                                          | Ari-Pekka Nurmenkari | Finlande             | 39.0   |           | 11        | 21          | 22          |
| 23                                          | Matthew Davies       | Royaume-Uni          | 42.4   | 14        |           | 23          | 23          |
| 24                                          | Sergei Kotov         | Israël               | 43.2   |           | 12        | 24          | 24          |
| 25                                          | Zoltán Tóth          | Hongrie              | 44.6   |           | 10        | 26          | 25          |
| Patineurs éliminés après le programme court |                      |                      |        |           |           |             |             |
| 26                                          | Juraj Sviatko        | Slovaquie            |        | 13        |           | 25          | NC          |
| 27                                          | Yon Garcia           | Espagne              |        |           | 13        | 28          | NC          |
| 28                                          | Andrei Dobrokhodov   | Azerbaïdjan          |        | 15        |           | 27          | NC          |
| 29                                          | Aidas Reklys         | Lituanie             |        |           | 14        | 29          | NC          |
| 30                                          | Adrian Matei         | Roumanie             |        |           | 15        | 30          | NC          |
| Patineurs éliminés après les qualifications |                      |                      |        |           |           |             |             |
| 31                                          | Wim Hermans          | Belgique             |        |           | 16        | NC          | NC          |
| 31                                          | Clemens Jonas        | Autriche             |        | 16        |           | NC          | NC          |
| 33                                          | Przemysław Domański  | Pologne              |        | 17        |           | NC          | NC          |

### Dames
| Rang                                          | Nom                   | Nation               | Points | Prog. court | Prog. libre |
| --------------------------------------------- | --------------------- | -------------------- | ------ | ----------- | ----------- |
| 1                                             | Júlia Sebestyén       | Hongrie              | 1.5    | 1           | 1           |
| 2                                             | Elena Liashenko       | Ukraine              | 4.0    | 2           | 3           |
| 3                                             | Ielena Sokolova       | Russie               | 5.0    | 6           | 2           |
| 4                                             | Viktória Pavuk        | Hongrie              | 5.5    | 3           | 4           |
| 5                                             | Carolina Kostner      | Italie               | 7.5    | 5           | 5           |
| 6                                             | Susanna Pöykiö        | Finlande             | 8.0    | 4           | 6           |
| 7                                             | Alisa Drei            | Finlande             | 12.0   | 10          | 7           |
| 8                                             | Julia Lautowa         | Autriche             | 13.0   | 8           | 9           |
| 9                                             | Zuzana Babiaková      | Slovaquie            | 14.5   | 9           | 10          |
| 10                                            | Sarah Meier           | Suisse               | 15.0   | 14          | 8           |
| 11                                            | Annette Dytrt         | Allemagne            | 18.0   | 12          | 12          |
| 12                                            | Daria Timoshenko      | Azerbaïdjan          | 19.5   | 13          | 13          |
| 13                                            | Galina Maniachenko    | Ukraine              | 20.5   | 7           | 17          |
| 14                                            | Jenna McCorkell       | Royaume-Uni          | 21.0   | 20          | 11          |
| 15                                            | Valentina Marchei     | Italie               | 22.5   | 17          | 14          |
| 16                                            | Kristina Oblasova     | Russie               | 22.5   | 15          | 15          |
| 17                                            | Mojca Kopač           | Slovénie             | 23.5   | 11          | 18          |
| 18                                            | Tatiana Basova        | Russie               | 24.0   | 16          | 16          |
| 19                                            | Petra Lukáčíková      | Tchéquie             | 28.5   | 19          | 19          |
| 20                                            | Anna Bernauer         | Luxembourg           | 31.5   | 21          | 21          |
| 21                                            | Sara Falotico         | Belgique             | 32.0   | 24          | 20          |
| 22                                            | Karen Venhuizen       | Pays-Bas             | 32.0   | 18          | 23          |
| 23                                            | Tuğba Karademir       | Turquie              | 33.5   | 23          | 22          |
| 24                                            | Gintarė Vostrecovaitė | Lituanie             | 35.0   | 22          | 24          |
| Patineuses éliminées après le programme court |                       |                      |        |             |             |
| 25                                            | Candice Didier        | France               |        | 25          | NC          |
| 26                                            | Olga Orlova           | Ukraine              |        | 26          | NC          |
| 27                                            | Sonia Radeva          | Bulgarie             |        | 27          | NC          |
| 28                                            | Olga Vassiljeva       | Estonie              |        | 28          | NC          |
| 29                                            | Kristina Mikhailova   | Biélorussie          |        | 29          | NC          |
| 30                                            | Simona Punga          | Roumanie             |        | 30          | NC          |
| Forfait                                       | Kristel Popovic       | Serbie-et-Monténégro |        | NC          | NC          |

### Couples
| Rang    | Nom                                   | Nation    | Points | Prog. court | Prog. libre |
| ------- | ------------------------------------- | --------- | ------ | ----------- | ----------- |
| 1       | Tatiana Totmianina / Maksim Marinin   | Russie    | 1.5    | 1           | 1           |
| 2       | Maria Petrova / Aleksey Tikhonov      | Russie    | 3.0    | 2           | 2           |
| 3       | Dorota Zagórska / Mariusz Siudek      | Pologne   | 4.5    | 3           | 3           |
| 4       | Julia Obertas / Sergei Slavnov        | Russie    | 6.0    | 4           | 4           |
| 5       | Kateřina Beránková / Otto Dlabola     | Tchéquie  | 7.5    | 5           | 5           |
| 6       | Sabrina Lefrançois / Jérôme Blanchard | France    | 9.5    | 7           | 6           |
| 7       | Eva-Maria Fitze / Rico Rex            | Allemagne | 10.0   | 6           | 7           |
| 8       | Marylin Pla / Yannick Bonheur         | France    | 12.0   | 8           | 8           |
| 9       | Julia Beloglazova / Andrei Bekh       | Ukraine   | 13.5   | 9           | 9           |
| 10      | Rebecca Handke / Daniel Wende         | Allemagne | 15.0   | 10          | 10          |
| 11      | Veronika Havlíčková / Karel Štefl     | Tchéquie  | 16.5   | 11          | 11          |
| 12      | Diana Rennik / Aleksei Saks           | Estonie   | 18.0   | 12          | 12          |
| 13      | Olga Boguslavska / Andrei Brovenko    | Lettonie  | 19.5   | 13          | 13          |
| 14      | Milica Brozovic / Vladimir Futas      | Slovaquie | 21.5   | 15          | 14          |
| 15      | Julia Shapiro / Vadim Akolzin         | Israël    | 22.0   | 14          | 15          |
| Forfait | Tatiana Volosozhar / Petr Kharchenko  | Ukraine   |        | NC          | NC          |

### Danse sur glace
| Rang | Nom                                     | Nation      | Points | Danse imposée | Danse originale | Danse libre |
| ---- | --------------------------------------- | ----------- | ------ | ------------- | --------------- | ----------- |
| 1    | Tatiana Navka / Roman Kostomarov        | Russie      | 2.0    | 1             | 1               | 1           |
| 2    | Albena Denkova / Maxim Staviski         | Bulgarie    | 4.6    | 2             | 3               | 2           |
| 3    | Olena Hrushyna / Ruslan Honcharov       | Ukraine     | 5.4    | 3             | 2               | 3           |
| 4    | Isabelle Delobel / Olivier Schoenfelder | France      | 8.0    | 4             | 4               | 4           |
| 5    | Galit Chait / Sergei Sakhnovski         | Israël      | 10.0   | 5             | 5               | 5           |
| 6    | Federica Faiella / Massimo Scali        | Italie      | 12.0   | 6             | 6               | 6           |
| 7    | Oksana Domnina / Maksim Chabaline       | Russie      | 14.0   | 7             | 7               | 7           |
| 8    | Svetlana Kulikova / Vitali Novikov      | Russie      | 16.8   | 10            | 8               | 8           |
| 9    | Natalia Gudina / Alexei Beletski        | Israël      | 18.0   | 9             | 9               | 9           |
| 10   | Sinead Kerr / John Kerr                 | Royaume-Uni | 20.8   | 12            | 10              | 10          |
| 11   | Nóra Hoffmann / Attila Elek             | Hongrie     | 20.8   | 8             | 11              | 11          |
| 12   | Roxane Petetin / Matthieu Jost          | France      | 23.6   | 11            | 12              | 12          |
| 13   | Anastasia Grebenkina / Vazgen Azroyan   | Arménie     | 27.8   | 16            | 14              | 13          |
| 14   | Alexandra Kauc / Michał Zych            | Pologne     | 28.4   | 14            | 13              | 15          |
| 15   | Julia Golovina / Oleg Voiko             | Ukraine     | 28.8   | 13            | 16              | 14          |
| 16   | Christina Beier / William Beier         | Allemagne   | 31.0   | 15            | 15              | 16          |
| 17   | Barbara Herzog / Dmitri Matsjuk         | Autriche    | 35.2   | 17            | 19              | 17          |
| 18   | Jessica Huot / Juha Valkama             | Finlande    | 35.4   | 18            | 17              | 18          |
| 19   | Petra Pachlova / Petr Knoth             | Tchéquie    | 38.6   | 19            | 20              | 19          |
| 20   | Alessia Aureli / Andrea Vaturi          | Italie      | 39.8   | 20            | 18              | 21          |
| 21   | Agnieszka Dulej / Sławomir Janicki      | Pologne     | 41.0   | 21            | 21              | 20          |
| 22   | Clover Zatzman / Aurimas Radisauskas    | Lituanie    | 44.0   | 22            | 22              | 22          |